# Communauté de communes de l'Orvin et de l'Ardusson
La communauté de communes de l'Orvin et de l'Ardusson est une communauté de communes française, située dans le département de l'Aube et la région Grand Est.

## Historique
- 18 décembre 2003 : création de la CC.
- 6 décembre 2004 : modifications statutaires.
- 28 décembre 2005 : modifications statutaires et définition de l'intérêt communautaire et adhésion d'Ossey-les-Trois-Maisons, Orvilliers-Saint-Julien et Origny-le-Sec.
- 1er janvier 2011 : adhésion de Dierrey-Saint-Julien.

## Composition
La communauté de communes est composée des 25 communes suivantes :

| Nom                       | Code Insee | Gentilé          | Superficie (km2) | Population (dernière pop. légale) | Densité (hab./km2) |
| ------------------------- | ---------- | ---------------- | ---------------- | --------------------------------- | ------------------ |
| Marigny-le-Châtel (siège) | 10224      | Marignons        | 20,31            | 1 753 (2022)                      | 86                 |
| Avant-lès-Marcilly        | 10020      | Avants           | 27,62            | 513 (2022)                        | 19                 |
| Avon-la-Pèze              | 10023      | Avonnais         | 12,7             | 209 (2022)                        | 16                 |
| Bercenay-le-Hayer         | 10038      |                  | 14,63            | 190 (2022)                        | 13                 |
| Bourdenay                 | 10054      |                  | 18,69            | 123 (2022)                        | 6,6                |
| Charmoy                   | 10085      | Charmoysiens     | 6,89             | 63 (2022)                         | 9,1                |
| Dierrey-Saint-Julien      | 10124      | Dierrotins       | 21,25            | 274 (2022)                        | 13                 |
| Échemines                 | 10134      | Écheminois       | 18,2             | 84 (2022)                         | 4,6                |
| Faux-Villecerf            | 10145      | Fauillats        | 21,3             | 215 (2022)                        | 10                 |
| Fay-lès-Marcilly          | 10146      | Fayards          | 5,76             | 84 (2022)                         | 15                 |
| La Fosse-Corduan          | 10157      |                  | 3,73             | 213 (2022)                        | 57                 |
| Marcilly-le-Hayer         | 10223      | Marcillons       | 34,34            | 713 (2022)                        | 21                 |
| Mesnil-Saint-Loup         | 10237      | Mesnillats       | 11,4             | 583 (2022)                        | 51                 |
| Origny-le-Sec             | 10271      | Jouquins         | 16,31            | 603 (2022)                        | 37                 |
| Orvilliers-Saint-Julien   | 10274      | Bitards          | 23,92            | 312 (2022)                        | 13                 |
| Ossey-les-Trois-Maisons   | 10275      | Osseyons         | 16,25            | 589 (2022)                        | 36                 |
| Pouy-sur-Vannes           | 10301      | Pouytons         | 15,82            | 181 (2022)                        | 11                 |
| Prunay-Belleville         | 10308      |                  | 25,65            | 222 (2022)                        | 8,7                |
| Rigny-la-Nonneuse         | 10318      | Rignons          | 18,19            | 158 (2022)                        | 8,7                |
| Saint-Flavy               | 10339      | Saintflavitois   | 17,24            | 297 (2022)                        | 17                 |
| Saint-Loup-de-Buffigny    | 10347      |                  | 10,16            | 213 (2022)                        | 21                 |
| Saint-Lupien              | 10348      | Lupinas          | 22,92            | 231 (2022)                        | 10                 |
| Saint-Martin-de-Bossenay  | 10351      | Saint-Martiniers | 16,26            | 350 (2022)                        | 22                 |
| Trancault                 | 10383      | Tranquilisiens   | 26,8             | 181 (2022)                        | 6,8                |
| Villadin                  | 10410      | Cruchons         | 12,35            | 105 (2022)                        | 8,5                |

## Compétences
- Collecte et traitement des déchets des ménages et déchets assimilés
- Protection et mise en valeur de l'environnement
- Création, aménagement, entretien et gestion de zone d'activités industrielle, commerciale, tertiaire, artisanale ou touristique
- Action de développement économique (Soutien des activités industrielles, commerciales ou de l'emploi, soutien des activités agricoles et forestières…)
- Tourisme
- Construction ou aménagement, entretien, gestion d'équipements ou d'établissements culturels, socioculturels, socioéducatifs, sportifs
- Établissements scolaires
- Création et réalisation de zone d'aménagement concerté (ZAC)
- Constitution de réserves foncières
- Politique du logement social
- Opération programmée d'amélioration de l'habitat (OPAH)
- Préfiguration et fonctionnement des Pays
- Autres

## Sources
- Le splaf - (Site sur la Population et les Limites Administratives de la France)
- La base aspic de l'Aube - (Accès des Services Publics aux Informations sur les Collectivités)
- La population au 1er janvier 2008 des territoires de Champagne-Ardenne